# Cremastosperma brevipes
Cremastosperma brevipes är en kirimojaväxtart som först beskrevs av Dc., och fick sitt nu gällande namn av Robert Elias Fries. Cremastosperma brevipes ingår i släktet Cremastosperma, och familjen kirimojaväxter. Inga underarter finns listade i Catalogue of Life.